# قائمة قرى محافظة القليوبية
قرى محافظة القليوبية هي وحدات سكنية وإدارية صغيرة في محافظة القليوبية في مصر، تجمعها وحدات إدارية أكبر تسمّى بـ المراكز، وقد تدرّج ظهور تلك القرى عبر الزمن لتغيّر المساحة المنزرعة سواء بالنقصان نتيجة انقطاع وصول مياه الري أو الشرب لها أو غرق المنازل في فيضان النيل أو زحف الصحراء أو هدم القرى أثناء الحروب أو الثورات؛ أو بالزيادة نتيجة زيادة السكان أو استصلاح الأراضي.
لذا كانت تُجرى عمليات مساحة للأراضي من آن لآخر في مصر لحصرها وتقدير حجم الخراج الذي يمكن استخلاصه من الأراضي المزروعة تُسمّى بـ الرّوك وتُسجّل فيه مساحات أراضي القرى في الوحدات الإدارية الكبرى المعروفة بالكور ثم بالأعمال، وكيفية توزيع مصارفها.

## قرى تاريخية
القرى التاريخية هي القرى التي ثبُت تواجدها قبل الفتح الإسلامي لمصر أو أثنائه.
| القرية  | المركز          | قبل الفتح             | الروك الصلاحي | الروك الصلاحي | الروك الناصري | الروك الناصري | التربيع العثماني | التربيع العثماني | تاريخ 1228هـ | تاريخ 1228هـ | ملاحظات                                                                                       |
| القرية  | المركز          | قبل الفتح             | الاسم         | التبعية       | الاسم         | التبعية       | الاسم            | التبعية          | الاسم        | التبعية      | ملاحظات                                                                                       |
| ------- | --------------- | --------------------- | ------------- | ------------- | ------------- | ------------- | ---------------- | ---------------- | ------------ | ------------ | --------------------------------------------------------------------------------------------- |
| سرياقوس | الخانكة         | سيرياكوس Siriaqous    | سرياقوس       | الشرقية       | سرياقوس       | القليوبية     | سرياقوس          | القليوبية        | سرياقوس      | القليوبية    |                                                                                               |
| سندبيس  | القناطر الخيرية | دسبندس                | سندبيس        | الشرقية       | سندبيس        | القليوبية     | سندبيس           | القليوبية        | سندبيس       | القليوبية    | زعم محمد رمزي أن سندبيس هي دسبندس التي كانت إحدى القرى التي رابط فيها جند المسلمين بعد الفتح. |
| بنها    | بنها            | بناهو Bananho         | بنها العسل    | الشرقية       | بنها العسل    | الشرقية       | بنها العسل       | القليوبية        | بنها         | القليوبية    |                                                                                               |
| الشموت  | بنها            | بو شماوت Bou chmaouit | ششموت         | الشرقية       | الشموت        | الشرقية       | الشموت           | القليوبية        | الشموت       | القليوبية    |                                                                                               |
| بطا     | بنها            | بتا Bata              | بطا           | جزيرة قوسينا  | منية بطا      | الغربية       | منية بطا         | القليوبية        | بطا          | المنوفية     | انتقلت تبعية القرية من مديرية المنوفية إلى مديرية القليوبية حديثًا                             |
| نوى     | شبين القناطر    | ناوي                  | نوى           | الشرقية       | نوى           | القليوبية     | نوى              | القليوبية        | نوى          | القليوبية    |                                                                                               |
| قها     | طوخ             | كاهاني Kahani         | قها           | الشرقية       | قها           | القليوبية     | قها              | القليوبية        | قها          | القليوبية    |                                                                                               |
| طنان    | قليوب           | تانينت Tanent         | طنان          | الشرقية       | طنان          | القليوبية     | طنان             | القليوبية        | طنان         | القليوبية    |                                                                                               |
| قلما    | قليوب           | كيليما Kelema         | قلما          | الشرقية       | قلما          | القليوبية     | قلما             | القليوبية        | قلما         | القليوبية    |                                                                                               |
| إسنيت   | كفر شكر         | زنت Znt               | سنيت          | الشرقية       | سنيت          | الشرقية       | سنيت             | القليوبية        | إسنيت        | القليوبية    |                                                                                               |

## قرى الروك الصلاحي
قرى الروك الصلاحي هي القرى الباقية إلى اليوم، والتي ثبت تواجدها في وقت الروك الصلاحي الذي أجراه السلطان الأيوبي صلاح الدين يوسف بن أيوب سنة 572هـ/1177م، ونقل الأسعد بن مماتي أسمائها في كتابه قوانين الدواوين.
| القرية         | المركز          | الروك الصلاحي             | الروك الصلاحي | الروك الناصري                  | الروك الناصري | التربيع العثماني          | التربيع العثماني | تاريخ 1228هـ   | تاريخ 1228هـ | ملاحظات |
| القرية         | المركز          | الاسم                     | التبعية       | الاسم                          | التبعية       | الاسم                     | التبعية          | الاسم          | التبعية      | ملاحظات |
| -------------- | --------------- | ------------------------- | ------------- | ------------------------------ | ------------- | ------------------------- | ---------------- | -------------- | ------------ | --- |
| أبو زعبل       | الخانكة         | القصير                    | الشرقية       | القصير بني صبرة                | القليوبية     | أبو زعبل                  | القليوبية        | أبو زعبل       | القليوبية    | |
| المنية         | الخانكة         | حي الخنافس                | الشرقية       | حي الخنافس                     | ضواحي القاهرة | حي الخنافس المنية         | القليوبية        | المنية         | القليوبية    | |
| سندوة          | الخانكة         | سندوه                     | الشرقية       | سندوه                          | القليوبية     | سندوه                     | القليوبية        | سندوه          | القليوبية    | |
| أجهور الصغرى   | القناطر الخيرية | ججهور الكرم               | الشرقية       | ججهور القرعا أجهور الصغرى      | القليوبية     | أجهور الصغرى أجهور القرعا | القليوبية        | أجهور الصغرى   | القليوبية    | |
| الخرقانية      | القناطر الخيرية | الخاقانية                 | الشرقية       | الخاقانية                      | القليوبية     | الخاقانية الخرقانية       | القليوبية        | الخرقانية      | القليوبية    | |
| المنيرة        | القناطر الخيرية | زفتى شطنوف                | الشرقية       | زفيتة شطنوف                    | القليوبية     | زفيتة شلقان               | القليوبية        | زفيتة شلقان    | القليوبية    | تغيّر اسمها بطلب من أهلها إلى المنيرة سنة 1353هـ/1934م. |
| باسوس          | القناطر الخيرية | بيسوس                     | الشرقية       | بيسوس                          | القليوبية     | بيسوس                     | القليوبية        | باسوس          | القليوبية    | |
| شبرا شهاب      | القناطر الخيرية | قشيرة الأبراج شبرا سهواج  | الشرقية       | شبرى الأبراج                   | القليوبية     | شبرا الأبراج              | القليوبية        | شبرا شهاب      | القليوبية    | |
| شلقان          | القناطر الخيرية | شلقان                     | الشرقية       | شلقان                          | القليوبية     | شلقان                     | القليوبية        | شلقان          | القليوبية    | |
| قرنفيل         | القناطر الخيرية | قرنفيل                    | الشرقية       | قرنفيل                         | القليوبية     | قرنفيل                    | القليوبية        | قرنفيل         | القليوبية    | |
| الرملة         | بنها            | الرميلة                   | الشرقية       | رملة بنها                      | الشرقية       | رملة بنها                 | القليوبية        | الرملة         | القليوبية    | |
| بتمدة          | بنها            | بتميدة                    | الشرقية       | بتمدة                          | الشرقية       | بتمدة                     | القليوبية        | بتمدة          | القليوبية    | |
| بقيرة          | بنها            | منية إسحاق بقيرة          | جزيرة قوسينا  | منية إسحاق بقيرة               | الغربية       | منية إسحاق بقيرة          | القليوبية        | بقيرة          | المنوفية     | انتقلت تبعية القرية من مديرية المنوفية إلى مديرية القليوبية حديثًا |
| جمجرة          | بنها            | دمجرا                     | الشرقية       | دمجرا                          | الشرقية       | جمجرة                     | القليوبية        | جمجرة          | القليوبية    | |
| دجوي           | بنها            | دجوه                      | الشرقية       | دجوه                           | القليوبية     | دجوه                      | القليوبية        | دجوى           | القليوبية    | |
| دملو           | بنها            | دملو                      | جزيرة قوسينا  | دملو                           | الغربية       | دملو                      | القليوبية        | دملو           | المنوفية     | انتقلت تبعية القرية من مديرية المنوفية إلى مديرية القليوبية حديثًا |
| سندنهور        | بنها            | سندنهور البحرية           | الشرقية       | سندنهور البحرية                | الشرقية       | سندنهور الملق             | القليوبية        | سندنهور        | القليوبية    | |
| شبلنجة         | بنها            | شبرا لنجة                 | الشرقية       | شبرى اللنجة                    | الشرقية       | شبرا اللنجة               | القليوبية        | شبلنجة         | القليوبية    | |
| طحلة           | بنها            | طحلا                      | الشرقية       | طحلا باخه                      | الشرقية       | طحلة                      | القليوبية        | طحلة           | القليوبية    | |
| فرسيس          | بنها            | فرسيس الصغرى              | الشرقية       | فرسيس الصغرى                   | الشرقية       | فرسيس الصغرى              | القليوبية        | فرسيس          | القليوبية    | |
| كفر طحلة       | بنها            | باخة                      | الشرقية       | باخة                           | القليوبية     | باخة                      | القليوبية        | كفر طحلة       | القليوبية    | |
| مجول           | بنها            | مجول                      | الشرقية       | مجول البيضا                    | القليوبية     | مجول البيضا               | القليوبية        | مجول           | القليوبية    | |
| مرصفا          | بنها            | مرصفا سندبسط              | الشرقية       | مرصفا                          | القليوبية     | مرصفا                     | القليوبية        | مرصفا          | القليوبية    | |
| منية السباع    | بنها            | منية السباع منية الخنازير | الشرقية       | منية السباع منية الخنازير      | الشرقية       | منية الخنازير             | القليوبية        | ميت خنازير     | القليوبية    | في العصر الفاطمي، غضب عامل الخراج على أهلها لتأخرهم في دفع الخراج، فأطلق عليها منية الخنازير. وفي سنة 1349هـ/1930م، تغيّر اسمها إلى الاسم الأصلي منية السباع بطلب من أهلها. |
| ميت الحوفين    | بنها            | منية الحوفيين             | جزيرة قوسينا  | منية الحوفيين                  | الغربية       | منية الحوفيين             | القليوبية        | ميت الحوفيين   | المنوفية     | انتقلت تبعية القرية من مديرية المنوفية إلى مديرية القليوبية حديثًا |
| ميت العطار     | بنها            | منية العطار               | الشرقية       | منية العطار                    | الشرقية       | منية العطار               | القليوبية        | ميت العطار     | القليوبية    | |
| ميت راضي       | بنها            | منية راضي                 | الشرقية       | منية راضي                      | الشرقية       | منية راضي                 | القليوبية        | ميت راضي       | القليوبية    | |
| ميت عاصم       | بنها            | منية عاصم                 | الشرقية       | منية عاصم                      | القليوبية     | منية عاصم                 | القليوبية        | ميت عاصم       | القليوبية    | |
| نقباس          | بنها            | نقباس                     | الشرقية       | نقباس                          | الشرقية       | نقباس                     | القليوبية        | نقباس          | القليوبية    | |
| ورورة          | بنها            | ورورا                     | جزيرة قوسينا  | ورورا                          | الغربية       | ورورا                     | القليوبية        | وروره          | المنوفية     | انتقلت تبعية القرية من مديرية المنوفية إلى مديرية القليوبية حديثًا |
| شبين القناطر   | شبين القناطر    | شيبين القصر               | الشرقية       | شيبين القصر                    | القليوبية     | شيبين القناطر             | القليوبية        | شبين القناطر   | القليوبية    | |
| تل بني تميم    | شبين القناطر    | تل بني تميم               | الشرقية       | تل بني تميم                    | القليوبية     | تل بني تميم               | القليوبية        | تل بني تميم    | القليوبية    | |
| طحانوب         | شبين القناطر    | طحا                       | الشرقية       | طحا نوب                        | القليوبية     | طحانوب                    | القليوبية        | طحانوب         | القليوبية    | |
| طحوريا         | شبين القناطر    | طحوريه                    | الشرقية       | طحوريه                         | الشرقية       | طحوريه                    | القليوبية        | طحوريا         | القليوبية    | |
| منشأة الكرام   | شبين القناطر    | زفتى مشتول                | الشرقية       | زفيتى مشتول                    | الشرقية       | زفيتة مشتول               | القليوبية        | زفيتة مشتول    | القليوبية    | في العهد الجمهوري، تغيّر الاسم إلى منشأة الكرام |
| نوب طحا        | شبين القناطر    | نوب                       | الشرقية       | نوب                            | الشرقية       | نوب طحا                   | القليوبية        | نوب طحا        | القليوبية    | |
| طوخ            | طوخ             | طوخ مجول                  | الشرقية       | طوخ مجول                       | القليوبية     | طوخ مجول                  | القليوبية        | طوخ الملق      | القليوبية    | |
| أجهور الكبرى   | طوخ             | ججهور السمن               | الشرقية       | ججهور السمن أجهور الكبرى       | القليوبية     | أجهور الكبرى أجهور السمن  | القليوبية        | أجهور الكبرى   | القليوبية    | |
| أكياد دجوي     | طوخ             | كياد                      | الشرقية       | كياد                           | القليوبية     | كياد                      | القليوبية        | إكياد دجوى     | القليوبية    | |
| الحصة          | طوخ             | شبرا بلوله حصة المعنى     | الشرقية       | حصة المعنى                     | القليوبية     | حصة المعنى                | القليوبية        | حصة المعنى     | القليوبية    | في سنة 1259هـ/1843م، اختصر اسمها إلى الحصة. |
| الدير          | طوخ             | دير نجطهر دير أولاد ختيم  | الشرقية       | دير نجطهر                      | القليوبية     | الدير دير بني حرام        | القليوبية        | الدير          | القليوبية    | |
| برشوم الكبرى   | طوخ             | برشوب                     | الشرقية       | برشوب                          | القليوبية     | برشوب الكبرى              | القليوبية        | برشوم الكبرى   | القليوبية    | |
| بلتان          | طوخ             | بلتان                     | الشرقية       | بلتان                          | الشرقية       | بلتان                     | القليوبية        | بلتان          | القليوبية    | |
| ترسا           | طوخ             | ترسا                      | الشرقية       | ترسا                           | القليوبية     | ترسا                      | القليوبية        | ترسا           | القليوبية    | |
| دندنا          | طوخ             | دندنا                     | الشرقية       | دندنا                          | القليوبية     | دندنا                     | القليوبية        | دندنا          | القليوبية    | قال ابن مماتي أنها من كفور نجطهر |
| سنهرة          | طوخ             | سنهرا                     | الشرقية       | سنهرى                          | القليوبية     | سنهرى                     | القليوبية        | سنهره          | القليوبية    | |
| شبرا هارس      | طوخ             | شبرا هارس منية الفزاريين  | الشرقية       | شبرى هارس                      | القليوبية     | شبرى هارس                 | القليوبية        | شبرا هارس      | القليوبية    | |
| طنط الجزيرة    | طوخ             | طنت                       | المنوفية      | طنت                            | المنوفية      | طنت                       | المنوفية         | طنط الجزيرة    | المنوفية     | ظلت القرية تابعة لمديرية المنوفية لوقوعها غرب نهر النيل حتى تحول مجرى النيل عندها سنة 1274هـ/1846م، فانتقلت تبعيتها إلى مديرية القليوبية.                                  |
| قرقشندة        | طوخ             | قلقشندة                   | الشرقية       | قلقشندة                        | القليوبية     | قلقشندة                   | القليوبية        | قرقشندة        | القليوبية    | |
| كوم الأطرون    | طوخ             | كوم النطرون               | الشرقية       | كوم النطرون                    | القليوبية     | كوم النطرون               | القليوبية        | كوم الأطرون    | القليوبية    | |
| مشتهر          | طوخ             | نُجطُهر                     | الشرقية       | نجطهر                          | القليوبية     | نجطهر                     | القليوبية        | مجطهر          | القليوبية    | من سنة 1260هـ/1844م، صار اسمها مشتهر. |
| ميت كنانة      | طوخ             | منية كنانة                | الشرقية       | منية كنانة                     | القليوبية     | منية كنانة                | القليوبية        | ميت كنانة      | القليوبية    | |
| نامول          | طوخ             | نامون السدر               | الشرقية       | نامون السدر                    | القليوبية     | نامول                     | القليوبية        | نامول          | القليوبية    | |
| قليوب          | قليوب           | قليوب                     | الشرقية       | قليوب                          | القليوبية     | قليوب                     | القليوبية        | قليوب          | القليوبية    | |
| بلقس           | قليوب           | بلقس                      | الشرقية       | بلقس                           | ضواحي القاهرة | بلقس                      | القليوبية        | بلقس           | القليوبية    | |
| سنديون         | قليوب           | سنديون                    | الشرقية       | سنديون                         | القليوبية     | سنديون                    | القليوبية        | سنديون         | القليوبية    | |
| صنافير         | قليوب           | صنافير                    | الشرقية       | صنافير                         | القليوبية     | صنافير                    | القليوبية        | صنافير         | القليوبية    | |
| كوم أشفين      | قليوب           | كوم إشفين                 | الشرقية       | كوم إشفين                      | ضواحي القاهرة | كوم إشفين                 | القليوبية        | كوم إشفين      | القليوبية    | |
| منطي           | قليوب           | منية طي                   | الشرقية       | منية طي                        | ضواحي القاهرة | منطي                      | القليوبية        | منطي           | القليوبية    | |
| ميت نما        | قليوب           | منية نما                  | الشرقية       | منية نمى                       | ضواحي القاهرة | منية نما                  | القليوبية        | ميت نما        | القليوبية    | قال ابن مماتي أنها من ضواحي القاهرة |
| ناي            | قليوب           | ناي                       | الشرقية       | ناي                            | القليوبية     | ناي                       | القليوبية        | ناي            | القليوبية    | |
| الزمرونية      | كفر شكر         | الزمرونية                 | الشرقية       | الزمرونية                      | الشرقية       | الزمرونية                 | الدقهلية         | الزمرونية      | الدقهلية     | بعد تأسيس مركز كفر شكر، اقتطعت القرية من مديرية الدقهلية، وألحقت بمركز كفر شكر في مديرية القليوبية.                                                                        |
| الصفين         | كفر شكر         | الصفين                    | الشرقية       | الصفين                         | الشرقية       | الصفين                    | الدقهلية         | الصفين         | الدقهلية     | بعد تأسيس مركز كفر شكر، اقتطعت القرية من مديرية الدقهلية، وألحقت بمركز كفر شكر في مديرية القليوبية.                                                                        |
| المنشأة الصغرى | كفر شكر         | طروط طسفة                 | الشرقية       | تروط طسفة المنشية الصغرى       | الشرقية       | المنشية الصغرى            | الدقهلية         | المنشأة الصغرى | الدقهلية     | بعد تأسيس مركز كفر شكر، اقتطعت القرية من مديرية الدقهلية، وألحقت بمركز كفر شكر في مديرية القليوبية.                                                                        |
| المنشأة الكبرى | كفر شكر         | منشية عز الملك المنظرة    | الشرقية       | منشية ابن عنتر منشية عبد الملك | الشرقية       | منشية ابن عنبر            | الدقهلية         | المنشأة الكبرى | الدقهلية     | بعد تأسيس مركز كفر شكر، اقتطعت القرية من مديرية الدقهلية، وألحقت بمركز كفر شكر في مديرية القليوبية.                                                                        |
| برقطا          | كفر شكر         | برقطا                     | الشرقية       | برقطا                          | الشرقية       | برقطا                     | القليوبية        | برقطا          | القليوبية    | |
| تصفا           | كفر شكر         | طسفه                      | الشرقية       | طسفة بني حرام                  | الشرقية       | طسفا                      | الدقهلية         | تصفا           | الدقهلية     | بعد تأسيس مركز كفر شكر، اقتطعت القرية من مديرية الدقهلية، وألحقت بمركز كفر شكر في مديرية القليوبية.                                                                        |
| ميت الدريج     | كفر شكر         | منية الدرّاج               | الشرقية       | منية الدراج                    | الشرقية       | منية الدراج               | الدقهلية         | ميت الدريج     | الدقهلية     | بعد تأسيس مركز كفر شكر، اقتطعت القرية من مديرية الدقهلية، وألحقت بمركز كفر شكر في مديرية القليوبية.                                                                        |

## قرى الروك الناصري
قرى الروك الناصري هي القرى الباقية إلى اليوم، والتي استُحدثت بعد الروك الصلاحي، وقبل الروك الناصري الذي أجراه السلطان المملوكي الناصر محمد بن قلاوون سنة 715هـ/1315م، ونقل ابن الجيعان أسمائها في كتابه «التحفة السنية في أسماء البلاد المصرية».
| القرية        | المركز          | الروك الناصري   | الروك الناصري | التربيع العثماني | التربيع العثماني | تاريخ 1228هـ | تاريخ 1228هـ | ملاحظات                                  |
| القرية        | المركز          | الاسم           | التبعية       | الاسم            | التبعية          | الاسم        | التبعية      | ملاحظات                                  |
| ------------- | --------------- | --------------- | ------------- | ---------------- | ---------------- | ------------ | ------------ | ---------------------------------------- |
| المنايل       | الخانكة         | كوم ريحان       | القليوبية     | منايل كوم ريحان  | القليوبية        | المنايل      | القليوبية    |                                          |
| بهادة         | القناطر الخيرية | بهادة           | القليوبية     | بهادة            | القليوبية        | بهادة        | القليوبية    |                                          |
| كفر الحارث    | القناطر الخيرية | كفر الحارث      | القليوبية     | كفر الحارث       | القليوبية        | كفر الحارث   | القليوبية    |                                          |
| الأحراز       | شبين القناطر    | الحراز          | القليوبية     | الحراز           | القليوبية        | الأحراز      | القليوبية    |                                          |
| الجعافرة      | شبين القناطر    | بجيحة كوم الهوى | القليوبية     | كوم الهوى        | القليوبية        | الجعافرة     | القليوبية    |                                          |
| العطارة       | شبين القناطر    | العطارة         | القليوبية     | العطارة          | القليوبية        | العطارة      | القليوبية    |                                          |
| القلزم        | شبين القناطر    | القلزم          | القليوبية     | القلزم           | القليوبية        | القلزم       | القليوبية    |                                          |
| الكوم الأحمر  | شبين القناطر    | الكوم الأحمر    | القليوبية     | الكوم الأحمر     | القليوبية        | الكوم الأحمر | القليوبية    |                                          |
| المريج        | شبين القناطر    | المريج          | القليوبية     | المريج           | القليوبية        | المريج       | القليوبية    | قال ابن الجيعان أنها من كفور شيبين القصر |
| كوم السمن     | شبين القناطر    | كوم السمن       | القليوبية     | كوم السمن        | القليوبية        | كوم السمن    | القليوبية    |                                          |
| منية شبين     | شبين القناطر    | منية الرخا      | القليوبية     | منية شيبين       | القليوبية        | منية شبين    | القليوبية    |                                          |
| الصالحية      | طوخ             | الصالحية        | القليوبية     | الصالحية         | القليوبية        | الصالحية     | القليوبية    |                                          |
| العمار الكبرى | طوخ             | خراب فزارة      | القليوبية     | فزارة            | القليوبية        | العمار       | القليوبية    |                                          |
| إمياي         | طوخ             | أمييه           | الشرقية       | إمياي            | القليوبية        | إمياي        | القليوبية    |                                          |
| حلابة         | قليوب           | قتلانه          | القليوبية     | حلابة            | القليوبية        | حلابة        | القليوبية    |                                          |
| ميت حلفا      | قليوب           | منية حلفا       | ضواحي القاهرة | منية حلفا        | القليوبية        | ميت حلفا     | القليوبية    |                                          |

## قرى العصر العثماني
قرى العصر العثماني هي القرى الباقية إلى اليوم، والتي استُحدثت في نهاية العصر المملوكي أو بعد التربيع العثماني الذي أجراه سليمان باشا الخادم والي مصر في عهد السلطان العثماني سليمان القانوني سنة 933هـ/1527م.
| القرية        | المركز          | التربيع العثماني       | التربيع العثماني | تاريخ 1228هـ  | تاريخ 1228هـ | ملاحظات |
| القرية        | المركز          | الاسم                  | التبعية          | الاسم         | التبعية      | ملاحظات |
| ------------- | --------------- | ---------------------- | ---------------- | ------------- | ------------ | --- |
| كفر أبو زهرة  | بنها            | كفر أبو زهرة           | القليوبية        | كفر أبو زهرة  | القليوبية    | فُصل من ناحية منية السباع في العصر العثماني                                                                                                 |
| كفر مويس      | بنها            | مويس                   | القليوبية        | كفر مويس      | القليوبية    | فُصل عن قرية شبلنجة سنة 933هـ/1527م. |
| الحصافة       | شبين القناطر    | الحصافة                | القليوبية        | الحصافة       | القليوبية    | فُصلت عن ناحية سنهوة سنة 933هـ/1527م. |
| الشوبك        | شبين القناطر    | الشوبك                 | القليوبية        | الشوبك        | القليوبية    | فُصلت عن أراضي شبين القناطر سنة 933هـ/1527م.                                                                                                |
| القشيش        | شبين القناطر    | القشيش                 | القليوبية        | القشيش        | القليوبية    | فُصلت عن قرية نوب طحا سنة 933هـ/1527م. |
| القلج         | الخانكة         | القلج                  | القليوبية        | القلج         | القليوبية    | فُصلت عن قرية المرج سنة 933هـ/1527م. |
| السفاينة      | طوخ             | كفر السفاينة           | القليوبية        | السفاينة      | القليوبية    | فٌصلت عن قرية مجول سنة 933هـ/1527م. |
| العبادلة      | طوخ             | كفر العبادلة           | القليوبية        | العبادلة      | القليوبية    | فٌصلت عن قرية بلتان سنة 933هـ/1527م. |
| برشوم الصغرى  | طوخ             | برشوب الصغرى           | القليوبية        | برشوم الصغرى  | القليوبية    | فٌصلت عن قرية برشوم الكبرى سنة 933هـ/1527م.                                                                                                 |
| جزيرة الأحرار | طوخ             | جزيرة الأعجام          | المنوفية         | جزيرة الأعجام | المنوفية     | فٌصلت عن قرية طنط الجزيرة سنة 933هـ/1527م. تغيّر الاسم حديثًا إلى جزيرة الأحرار.                                                              |
| كفر الرجالات  | طوخ             | كفر رجيلات             | المنوفية         | كفر الرجالات  | المنوفية     | فٌصلت عن قرية طنط الجزيرة سنة 933هـ/1527م.                                                                                                  |
| السد          | قليوب           | سد طنان                | القليوبية        | السد          | القليوبية    | فُصلت عن قرية طنان في العصر العثماني. |
| كفر عليم      | القناطر الخيرية | الزيادية               | القليوبية        | كفر عليم      | القليوبية    | فُصل عن قرية شبرا شهاب في العصر العثماني.                                                                                                   |
| الحزانية      | شبين القناطر    | الحزانية               | القليوبية        | الحزانية      | القليوبية    | فُصلت عن كوم السمن سنة 933هـ/1527م. |
| الخانكة       | الخانكة         | خانقاه سرياقوس         | القليوبية        | الخانكة       | القليوبية    | فُصلت عن قرية سرياقوس سنة 933هـ/1527م. |
| الزهويين      | شبين القناطر    | الزهويين               | القليوبية        | الزهويين      | القليوبية    | تأسست قُبيل العصر العثماني. |
| السلمانية     | شبين القناطر    | السلمانية              | القليوبية        | السلمانية     | القليوبية    | فُصلت عن ناحية مُنى جعفر في العصر العثماني.                                                                                                  |
| المنزلة       | طوخ             | المنزلة                | القليوبية        | المنزلة       | القليوبية    | فُصلت عن قرية الدير سنة 933هـ/1527م. |
| منصورة نامول  | طوخ             | كفر المنصورة كفر نامول | القليوبية        | منصورة نامول  | القليوبية    | فُصلت عن قرية نامول في العصر العثماني. |
| الأخميين      | القناطر الخيرية | اللخميين               | القليوبية        | الأخميين      | القليوبية    | فُصلت عن جزائر قرية الخاقانية سنة 933هـ/1527م.                                                                                              |
| أبو الغيط     | القناطر الخيرية | أبو غيث                | القليوبية        | أبو الغيط     | القليوبية    | فُصلت عن قريتي الخرقانية والأخميين سنة 933هـ/1527هـ.                                                                                        |
| الصباح        | قليوب           | كفر الصباح منيل الصباح | القليوبية        | كفر الصباح    | القليوبية    | تأسست في العصر العثماني، واختصر اسمها سنة 1259هـ/1843م.                                                                                    |
| كفر رجب       | كفر شكر         | كفر رجب                | الدقهلية         | كفر رجب       | الدقهلية     | فُصل عن قرية الزمرونية سنة 933هـ/1527م. بعد تأسيس مركز كفر شكر، اقتطعت القرية من مديرية الدقهلية، وألحقت بمركز كفر شكر في مديرية القليوبية. |

## قرى عصر الأسرة العلوية
قرى عصر الأسرة العلوية هي القرى الباقية إلى اليوم، والتي استُحدثت في عهد أسرة محمد علي باشا الذي أمر سنة 1227هـ/1812م بفكّ زمام القطر المصري، وعمل مسح جديد للأراضي، وتسجيلها في ديوان جديد عُرف بـ تاريخ 1228هـ.
| القرية             | المركز          | ملاحظات |
| ------------------ | --------------- | --- |
| كفر الحمام         | بنها            | فُصل من قرية كفر عطا الله سنة 1350هـ/1931م.                                                                                                  |
| كفر علي شرف الدين  | كفر شكر         | فُصل عن ناحية كفور إسنيت سنة 1350هـ/1931م.                                                                                                   |
| كفر كردي           | كفر شكر         | فُصل عن ناحية الخريطة سنة 1259هـ/1843م. |
| كفور عامر ورضوان   | كفر شكر         | فُصل من ناحية كفور إسنيت سنة 1344هـ/1925م.                                                                                                   |
| جزيرة بلى          | بنها            | فُصلت عن قرية بتمدة سنة 1350هـ/1931م. |
| كفر الأربعين       | بنها            | فُصل عن قرية جمجرة سنة 1271هـ/1855م. |
| كفر الحصة          | بنها            | فُصل عن قرية الحصة سنة 1228هـ/1813م. |
| كفر الشموت         | بنها            | فُصل عن قرية الشموت سنة 1228هـ/1813م. |
| كفر الشهاوي خاطر   | كفر شكر         | فُصل عن قرية أسنيت سنة 1271هـ/1255م. |
| كفر الشيخ إبراهيم  | بنها            | فُصل عن ناحية أنتوهة الحمام سنة 1228هـ/1813م.                                                                                                |
| كفر العرب          | بنها            | فُصل عن قرية مرصفا سنة 1228هـ/1813م. |
| كفر سعد            | بنها            | فُصل عن أراضي بنها سنة 1344هـ/1925م. |
| كفر سندنهور        | بنها            | فُصل عن قرية سندنهور سنة 1228هـ/1813م. |
| كفر عزب غنيم       | كفر شكر         | فُصل عن قرية أسنيت سنة 1275هـ/1859م. |
| كفر عطا الله       | بنها            | فُصل عن قرية كفر الشيخ إبراهيم سنة 1262هـ/1846م.                                                                                             |
| كفر فرسيس          | بنها            | فُصل عن قرية فرسيس سنة 1228هـ/1813م. |
| كفر منصور          | كفر شكر         | فُصل عن ناحية أشبول سنة 1228هـ/1813م. |
| منشأة أبو دياب     | بنها            | فُصل عن قرية جزيرة بلى سنة 1358هـ/1939م. |
| الحساينة           | شبين القناطر    | فُصلت عن قرية الأحراز سنة 1350هـ/1931م. |
| كفر الدير          | شبين القناطر    | فُصل عن قرية الدير سنة 1228هـ/1813م. |
| كفر الشرفا القبلي  | شبين القناطر    | فُصل عن قرية طحوريا سنة 1262هـ/1846م. |
| كفر الشيخة سالمة   | شبين القناطر    | فُصل عن قرية القلزم سنة 1350هـ/1931م. |
| كفر الصهبي         | شبين القناطر    | فُصل عن قرية القلزم سنة 1282هـ/1865م. |
| كفر سعد بحيري      | شبين القناطر    | فُصل عن ناحية بني مرزوق سنة 1262هـ/1846م. |
| كفر حمزة           | الخانكة         | فُصل عن قرية أبو زعبل سنة 1228هـ/1813م. |
| كفر سندوة          | شبين القناطر    | فُصل عن قرية سندوة سنة 1228هـ/1813م. |
| كفر شبين           | شبين القناطر    | فُصل عن أراضي شبين القناطر سنة 1228هـ/1813م.                                                                                                 |
| كفر طحا            | شبين القناطر    | فُصل عن قرية طحانوب سنة 1228هـ/1813م. |
| كفر طحوريا         | شبين القناطر    | فُصل عن قرية طحوريا سنة 1228هـ/1813م. |
| مزرعة الجبل الأصفر | الخانكة         | فُصلت عن أراضي الخانكة سنة 1342هـ/1923م. |
| نزلة عرب جهينة     | شبين القناطر    | فُصلت عن ناحية زفيتة مشتول سنة 1349هـ/1931م.                                                                                                 |
| الحصوة             | طوخ             | فُصلت عن قرية الدير سنة 1351هـ/1932م. |
| خلوة سنهرة         | طوخ             | فُصلت عن قرية سنهرة سنة 1350هـ/1931م. |
| زاوية بلتان        | طوخ             | فُصلت عن قرية بلتان سنة 1259هـ/1843م. |
| كفر الجمال         | طوخ             | فُصل عن قرية طوخ الملق سنة 1228هـ/1813م. |
| كفر الحدادين       | طوخ             | فُصل عن قرية طوخ الملق سنة 1228هـ/1813م. |
| كفر الحصافة        | طوخ             | فُصل عن قرية سنهرة سنة 1228هـ/1813م. |
| كفر العمار         | طوخ             | فُصل عن قرية العمار الكبرى سنة 1228هـ/1813م.                                                                                                 |
| كفر الفقهاء        | طوخ             | فُصل عن قرية برشوم الكبرى سنة 1228هـ/1813م.                                                                                                  |
| كفر النخلة         | طوخ             | فُصل عن قرية قرقشندة سنة 1228هـ/1813م. |
| كفر حسن سعد        | طوخ             | فُصل عن قرية دندنا سنة 1259هـ/1843م. |
| كفر علوان          | طوخ             | فُصل عن قرية طوخ الملق سنة 1228هـ/1813م. |
| كفور عابد          | طوخ             | فُصلت عن قرية طوخ الملق سنة 1260هـ/1844م. |
| منشية العمار       | طوخ             | فُصلت عن قرية العمار الكبرى سنة 1350هـ/1931م.                                                                                                |
| البرادعة           | القناطر الخيرية | فُصلت من أراضي قريتي سندبيس وزفيتة شطنوف سنة 1228هـ/1813م.                                                                                   |
| القناطر الخيرية    | القناطر الخيرية | فُصلت عن قرية شلقان سنة 1305هـ/1888م، وكان اسمها «عزبة شلقان»، وتغيّر سنة 1332هـ/1914م إلى القناطر الخيرية.                                   |
| زاوية النجار       | قليوب           | فُصلت عن ناحية منى جعفر سنة 1228هـ/1813م. |
| كفر الشرفا الغربي  | القناطر الخيرية | فُصل عن قرية زفيتة شطنوف سنة 1228هـ/1813م.                                                                                                   |
| كفر رمادة          | قليوب           | فُصل عن قرية ناي سنة 1228هـ/1813م. |
| كفر سليم           | القناطر الخيرية | فُصل عن قرية الخرقانية سنة 1260هـ/1844م. |
| كفر سليمان الور    | شبين القناطر    | فُصل عن قرية تل بني تميم سنة 1261هـ/1845م.                                                                                                   |
| السيفا             | طوخ             | فُصلت من قرية الصالحية سنة 1228هـ/1813م. |
| كفر منصور          | طوخ             | فُصل عن قرية قرقشندة سنة 1228هـ/1813هـ. |
| كفر أبو جمعة       | قليوب           | فُصل عن قرية قلما سنة 1228هـ/1813م. |
| كفر عبيان          | الخانكة         | فُصل عن قرية أبو زعبل سنة 1228هـ/1813م. |
| كفر شكر            | كفر شكر         | فُصل من أراضي قُرى أسنيت وطصفا وميت الدريج، أصبحت القرية قاعدة لمركز كفر شكر في مديرية القليوبية، فانتقلت تبعيتها من مديرية الدقهلية.         |
| كفر صليب سلامة     | كفر شكر         | فُصل عن قرية الزمرونية سنة 1260هـ/1844م. بعد تأسيس مركز كفر شكر، اقتطعت القرية من مديرية الدقهلية، وألحقت بمركز كفر شكر في مديرية القليوبية. |
| كفر تصفا           | كفر شكر         | فُصل عن ناحية طصفا سنة 1236هـ/1821م. بعد تأسيس مركز كفر شكر، اقتطعت القرية من مديرية الدقهلية، وألحقت بمركز كفر شكر في مديرية القليوبية.     |
| كفر عبد السيد نوار | كفر شكر         | فُصل عن ناحية طصفا سنة 1262هـ/1846م. بعد تأسيس مركز كفر شكر، اقتطعت القرية من مديرية الدقهلية، وألحقت بمركز كفر شكر في مديرية القليوبية.     |
| كفر أبو ذكري       | بنها            | فُصل عن قرية بطا سنة 1264هـ/1848م. انتقلت تبعية القرية من مديرية المنوفية إلى مديرية القليوبية.                                              |
| كفر الجزار         | بنها            | فُصل عن قرية ورورة سنة 1228هـ/1813م. انتقلت تبعية القرية من مديرية المنوفية إلى مديرية القليوبية.                                            |
| كفر بطا            | بنها            | فُصل عن قرية بطا سنة 1264هـ/1848م. انتقلت تبعية القرية من مديرية المنوفية إلى مديرية القليوبية.                                              |
| العامرية           | القناطر الخيرية | فُصل عن قرية شبرا شهاب باسم «كفر الحوالة» سنة 1268هـ/1852م، ثم تغيّر الاسم حديثًا إلى العامرية.                                                |

## قرى العصر الجمهوري
قرى العصر الجمهوري هي القرى التي استحدثت بعد سقوط الحكم الملكي في مصر.
- عرب العيايدة، الخانكة، أصلها نزلة عُربان من أراضي الخانكة.[120]
- عرب العليقات، الخانكة، أصلها نزلة عُربان من أراضي كفر الشوبك.[121]
- الجبل الأصفر، الخانكة
- 23 يوليو، الخانكة
- منشأة بنها، بنها
- الغريري، شبين القناطر
- عرب الشعارة، شبين القناطر، أصلها نزلة عُربان من أراضي الجعافرة،[122] وتم تحويلها إلى قرية منفصلة سنة 1970م.[123]
- عرب الصوالحة، شبين القناطر، أصلها نزلة عُربان من أراضي الشوبك،[124] وتم تحويلها إلى قرية منفصلة سنة 1966م.[125]
- الأبياري، طوخ
- الصفا، طوخ
- الغزاوية، طوخ
- سري، طوخ
- عرب الرواشدة، طوخ، أصلها نزلة عُربان من أراضي ميت كنانة.[126]
- عرب الغديري، طوخ
- الإصلاح الزراعي، قليوب
- البقاشين، كفر شكر
- الشقر، كفر شكر
- كفر الولجا، كفر شكر
- كفر مروان، كفر شكر

## قرى اندثرت في محافظة القليوبية
| القرية         | ملاحظات |
| -------------- | --- |
| أتريب          | كانت من المدن المصرية القديمة، واسمها القبطي (بالإنجليزية: Atrebi)‏، وكانت قاعدة لأحد أقسام مصر القديمة، كما كانت قاعدة لأبرشية في القرن الثامن الميلادي. ولكن مع الوقت، بدأت مساكنها في الخراب، فلم تظهر في نواحي أعمال الشرقية التي أحصاها ابن مماتي. ولكن ذكرها ابن الجيعان في أعمال الشرقية، ومع توسّع مدينة بنها، ألغيت ناحية أتريب، وضمت إلى المدينة سنة 1315هـ/1897م. |
| أشبول          | ذكرها ابن الجيعان في أعمال الشرقية، وأرضها اليوم تابعة لناحيتي كفر علي شرف الدين وكفور عامر ورضوان. |
| الحصة          | ذكرها ابن مماتي في أعمال الشرقية، وقال هي من توابع نُجطُهُر. |
| الخريطة        | ذكرها ابن مماتي باسم «الخريطة» وابن الجيعان باسم «طنبو والخريطة» في أعمال الشرقية، وأرضها اليوم تابعة لناحية كفور عامر ورضوان. |
| الخزان         | ذكرها ابن الجيعان في أعمال القليوبية، وأراضيها اليوم ضمن أراضي قرية العطارة. |
| الرملتين       | ذكرها ابن مماتي وابن الجيعان في أعمال الشرقية، وكانت تقع في الجزيرة المقابلة لقرية الرملة. |
| السردوس        | ذكرها ابن الجيعان في أعمال القليوبية، أراضيها اليوم ضمن أراضي قرية باسوس. |
| الغُريرا        | ذكرها ابن مماتي في أعمال الشرقية، ومحلها اليوم «حوض الغريري» التابع لناحية العطارة. |
| أنتوهه الحمام  | ذكرها ابن الجيعان في أعمال الشرقية، وأرضها اليوم موزعة على نواحي كفر الحمام وكفر عطا الله وكفر الشيخ إبراهيم. |
| جزيرة شلقان    | ذكرها ابن الجيعان في أعمال القليوبية، وأراضيها ضمن أراضي قرية شلقان. |
| جزيرة نكيدا    | ذكرها ابن الجيعان في أعمال القليوبية، اندثرت مساكنها كقرية، وتعرف اليوم باسم «جزيرة الشعير» وتتبع مدينة القناطر الخيرية. |
| دميدروط        | ذكرها ابن مماتي في أعمال الشرقية، وأرضها اليوم تابعة لناحية شلقان. |
| كياد بنها      | ذكرها ابن الجيعان في أعمال الشرقية، وقال اسمها أيضًا «كياد بتمده»، ومحلها اليوم «حوض بتمده» التابع لناحية بنها. |
| منى جعفر       | ذكرها ابن مماتي ضمن أعمال الشرقية، وابن الجيعان في أعمال القليوبية، ومحلها اليوم قريتي السلمانية وزاوية النجار. |
| منية قيصر      | ذكرها ابن مماتي ضمن أعمال الشرقية، وابن الجيعان في التحفة السنية ضمن أعمال القليوبية، وقال أنها تسمى أيضًا «السنطة». وأراضيها ضمن أراضي مركز قليوب. |
| منية الجماليين | ذكرها ابن مماتي ضمن أعمال جزيرة قوسينا، وابن الجيعان في التحفة السنية ضمن أعمال الغربية، وكانت مجاورة لقريتي منية الحوفيين ودملو. |